# المتحف الإيطالي الأمريكي في لوس أنجلوس
المتحف الإيطالي الأمريكي في لوس أنجلوس (بالإيطالية: Museo Italo Americano di Los Angeles)‏ ويُعرَف اختصارًا باسمِ IAMLA هو متحفٌ يقعُ في وسط مدينة لوس أنجلوس، كاليفورنيا، وهو جزءٌ من نصب شعب لوس أنجلوس التاريخي (بالإيطالية: El Pueblo de Los ngeles)‏. هذا المتحَفُ مخصَّصٌ للتاريخ وتوثيقة المساهمات المستمرة للأمريكيين الإيطاليين والإيطاليين في جنوب كاليفورنيا والولايات المتحدة، وهو أول متحفٍ من هذا القبيل في كاليفورنيا الجنوبية. افتُتحَ المتحف في عام 2016 وقدم معروضات تاريخية عن الإيطاليين في لوس أنجلوس، ومنها معرض أشعة الشمس والنضال (بالإنجليزية: Sunshine and Struggle)‏ ومجموعة متنوعة من الأحداث التعليمية والثقافية وغيرها.

## الموقع
يقعُ المتحف فيما يُعرَف بالقاعة الإيطالية، وهو مبنى تاريخي مدرَج في السجل الوطني للأماكن التاريخية شُيّد عام 1908 ليكون بمثابة المركز الثقافي للمجتمع الإيطالي. تقعُ القاعة الإيطالية على الحافة الجنوبية للحي الصيني فيما كان في السابق جوهر الجيب الإيطالي للمدينة، وكانت موقعًا لعدد لا يُحصى من الأحداث مثل حفلات الزفاف والاجتماعات والحفلات الموسيقية. القاعة الإيطالية اليوم هي أقدم مبنى باقٍ من إيطاليا الصغيرة في لوس أنجلوس.

## تاريخ
صُمِّمَ مشروع المتحف لأول مرة في عام 1988 وبعد فترة وجيزة تم تشكيل مجموعة دعم لجمع الأموال لتطوير متحف. في المرحلة الأولى من المشروع، جُمعَ ما يقرب من مليوني دولار لترميم القاعة. يُموَّلُ المتحف من قبل مؤسسة هول الإيطالية التاريخية (بالإنجليزية: Historic Italian Hall Foundation)‏، وهي منظمة غير ربحية تأسَّسَت عام 1993، ومدينة لوس أنجلوس ومئات من المتبرعين.

## المعارض
المتحف الإيطالي الأمريكي هو متحفٌ تفاعلي يوثّق التاريخ والمساهمات المستمرة للأمريكيين الإيطاليين من خلال المعارض ومجموعة متنوعة من البرامج. يضمُّ معارض تاريخية وفنية وتاريخ شفوي وأرشيف بحثي. يستكشف المعرض الدائم تاريخ الأمريكيين الإيطاليين في الولايات المتحدة ويتمُّ تقديمه أيضًا عبر الإنترنت من خلال معهد جوجل الثقافي (بالإنجليزية: Google Cultural Institute)‏. تشملُ المعارض المؤقتة السابقة معرضًا بعنوان أشعة الشمس والنضال: التجربة الإيطالية الأمريكية في لوس أنجلوس 1827-1927 (بالإنجليزية: Sunshine and Struggle: The Italian American Experience in Los Angeles، 1827-1927)‏، وهو المعرض الذي عرضَ مئات الصور الفوتوغرافية التي لم تُنشر من قبل والتحف التاريخية المتعلّقة بالوجود الإيطالي الأمريكي في لوس أنجلوس. انتقلَ هذا المعرض منذ ذلك الحين إلى متحف العاصمة في ساكرامنتو وإلى سان بيدرو، كاليفورنيا. عُرضت أعمال ليو بوليتي في عام 2019. حازَ هذا المتحَف على جائزة التميز في التاريخ والحفظ من الجمعية الأمريكية للتاريخ المحلي والولاية في عام 2017 واعتُرفَ به من قبل ولاية كاليفورنيا، كما أنّه يَستضيفُ العديد من الفعاليات سنويًا، بما في ذلك ورش عمل عائلية مجانية وعروض أفلام ومحاضرات وحفلات موسيقية. من بين البرامج العامة التي قدمها المتحَف كان برنامجًا يُعلّم السكان المحرومين كيفية تناول الطعام الصحي بميزانية محدودة.

### الأحداث
في كل عام، يرعى المتحف حفل جمع التبرعات السنوي الذي يُعرف باسمِ «Taste of Italy Los Angeles»، وهو احتفالٌ بالتاريخ والمأكولات والثقافة الإيطالية والإيطالية، والذي يُقام في تشرين الأول/أكتوبر ويستقطب الآلاف من المشاركين. تشمل الأحداث الأخرى ما بين عامي 1910 و1940، بالإضافة إلى عروض الأفلام والمحاضرات والبرامج الفنية للعائلات والأطفال والحفلات الموسيقية الحية.

## روابط خارجية
- الموقع الرسمي للمتحف الإيطالي الأمريكي في لوس أنجلوس